# Malatineți, Cozmeni
Malatineți, întâlnit și sub forma Malatineț sau Malatinița (în perioada 1942–1944) (în ucraineană Малятинці, transliterat: Maleatînți și în germană Malatynetz) este un sat reședință de comună în raionul Cozmeni din regiunea Cernăuți (Ucraina). Are 1,214 locuitori, preponderent ucraineni (ruteni).
Satul este situat la o altitudine de 245 metri, pe malul pârâului Sovița, în partea de centru-nord a raionului Cozmeni.

## Istorie
Localitatea Malatineți a făcut parte încă de la înființare din regiunea istorică Bucovina a Principatului Moldovei. Prima atestare documentară a localității datează din 20 decembrie 1437. În ianuarie 1775, ca urmare a atitudinii de neutralitate pe care a avut-o în timpul conflictului militar dintre Turcia și Rusia (1768-1774), Imperiul Habsburgic (Austria de astăzi) a primit o parte din teritoriul Moldovei, teritoriu cunoscut sub denumirea de Bucovina. După anexarea Bucovinei de către Imperiul Habsburgic în anul 1775, localitatea Malatineți a făcut parte din Ducatul Bucovinei, guvernat de către austrieci, făcând parte din districtul Cozmeni (în germană Kotzmann). Din 1858, funcționa la Malatineți o școală cu 4 clase.
După Unirea Bucovinei cu România la 28 noiembrie 1918, satul Malatineți a făcut parte din componența României, în Plasa Șipenițului a județului Cernăuți. Pe atunci, majoritatea populației era formată din ucraineni.
Ca urmare a Pactului Ribbentrop-Molotov (1939), Bucovina de Nord a fost anexată de către URSS la 28 iunie 1940, reintrând în componența României în perioada 1941-1944. Apoi, Bucovina de Nord a fost reocupată de către URSS în anul 1944 și integrată în componența RSS Ucrainene. 
Începând din anul 1991, satul Malatineți face parte din raionul Cozmeni al regiunii Cernăuți din cadrul Ucrainei independente. Conform recensământului din 1989, numărul locuitorilor care s-au declarat români plus moldoveni era de 1 (0+1), reprezentând 0,08% din populație . În prezent, satul are 1.214 locuitori, preponderent ucraineni.

## Demografie
Componența lingvistică a comunei Malatineți
     Ucraineană (99,59%)
     Alte limbi (0,41%)
Conform recensământului din 2001, majoritatea populației comunei Malatineți era vorbitoare de ucraineană (99,59%), existând în minoritate și vorbitori de alte limbi.
1989: 1.182 (recensământ)
2007: 1.214 (estimare)

### Recensământul din 1930
Componența etnică a comunei Malatineți (județul Cernăuți)
     Ruteni (94,51%)
     Polonezi (2,28%)
     Evrei (2,51%)
     Altă etnie (0,7%)
Componența confesională a comunei Malatineți
     Ortodocși (94,59%)
     Romano-catolici (2,74%)
     Mozaici (2,51%)
     Greco-catolici (0,16%)
Conform recensământului efectuat în 1930, populația comunei Malatineți se ridica la 1.313 locuitori. Majoritatea locuitorilor erau ruteni (94,51%), cu o minoritate de polonezi (2,28%) și una de evrei (2,51%). Alte persoane s-au declarat: români (3 persoane) și germani (6 persoane). Din punct de vedere confesional, majoritatea locuitorilor erau ortodocși (94,59%), dar existau și romano-catolici (2,74%), mozaici (2,51%) și greco-catolici (0,16%).